# Маринер-8
Ма́ринер-8 (англ. Mariner 8, также известный как «Mariner-H») — автоматическая межпланетная станция программы НАСА Маринер Марс 71. Космический аппарат предназначался для проведения научных исследований Марса с орбиты искусственного спутника.

## Ход полёта

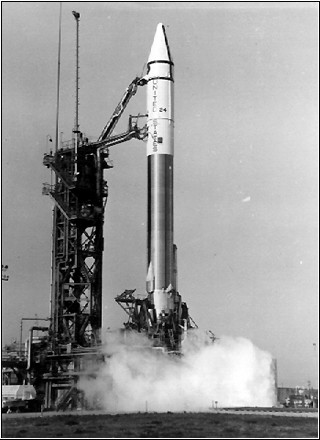
Запуск Маринера-8.

Маринер-8 был запущен 9 мая 1971 года 1:11:01 UTC с космодрома на мысе Канаверал ракетой-носителем Атлас D c разгонным блоком Центавр.
Запуск завершился аварийно. Главный двигатель разгонного блока был запущен через 265 секунд после старта, но Центавр начал колебаться по тангажу и вышел из-под контроля. Двигатель Центавра выключился через 365 секунд после старта вследствие недостатка топлива, вызванного кувырканием. Разгонный блок с АМС начал падать, вновь вошёл в атмосферу Земли на расстоянии около 1500 км от места старта и упал в Атлантический океан приблизительно в 560 км к северу от Пуэрто-Рико.
Идентичный по конструкции Маринер-9, который был запущен 30 мая 1971 года, выполнил часть задач, возложенных на Маринер-8.

## Программа  Маринер Марс 71
В конце 1968 года НАСА приняло решение запустить в 1971 году две идентичные автоматические межпланетные станции «Маринер» на орбиту вокруг Марса.
Основные задачи полетов:
1. Широкомасштабные топографические и теплофизические исследования.
2. Изучение сезонных изменений атмосферы и поверхности Марса.
3. Проведение прочих долгосрочных динамических наблюдений.

Предполагалось, что продолжительность исследований с помощью двух искусственных спутников Марса составит как минимум 90 дней.
Научные задачи разделены на исследование неизменных свойств поверхности и исследование изменяющихся свойств поверхности и атмосферы. Невозможно оптимальным образом выполнить научные задачи с использованием единственной орбиты искусственного спутника Марса. Поэтому было решено использовать одну АМС (Маринер-9) для исследования неизменных свойств, а другую (Маринер-8) для изучения изменяющихся свойств, причём каждую АМС предполагалось вывести на особую орбиту.
Для исследования неизменных свойств была выбрана 12-часовая орбита, синхронная с вращением Земли. Такая орбита позволяет ежедневно дважды заполнять бортовой магнитофон информацией от телекамер и передавать эту информацию на станцию слежения в Голдстоуне на протяжении 8—9 часов в течение каждых суток. Поскольку период вращения Марса составляет 24 ч 37 мин, за каждый оборот Маринера на орбите зона обзора сдвигается на 9—10 градусов по долготе. Полный оборот по долготе будет завершен через 18—20 суток. За 90 суток трасса АМС покроет значительную часть Марса между −90 и +40 градусами широты, а телевизионная система полностью завершит съемку поверхности указанного района, причём будет получено непрерывное изображение с низкой разрешающей способностью и равномерно распределенные участки с высокой разрешающей способностью. Наклонение орбиты должно находится в диапазоне от 60 до 80 градусов. Южная полярная область оказывается в пределах видимости, а зона от −90 до +40 градусов по широте может быть заснята за 90 суток.
Для изучения изменяющихся свойств была выбрана орбита с периодом обращения 32,8 часа, равным 4/3 периода вращения Марса. Такая орбита позволяет многократно наблюдать один и тот же участок поверхности между 0 и −30 градусами широты при одинаковых условиях освещения и обзора. Такой период обеспечивает последовательный обзор поверхности Марса со сдвигом на 120 градусов по долготе. Таким образом осуществляются многократные измерения изменяющихся параметров для трёх заданных долгот. Кроме того, большая высота на некоторых участках орбиты позволяет обозревать и фотографировать почти всю планету на одном кадре широкоугольной телекамеры. Наклонение орбиты — примерно 50 градусов — обеспечивает обзор участка поверхности от 0 до −30 градусов по широте при каждом прохождении апоцентра. Высота апоцентра позволяет наблюдать южную полярную область.
Предполагалось, что будут собраны данные о химическом составе, плотности, давлении и температуре атмосферы, а также информация о составе, температуре и рельефе поверхности. Планировалось исследовать примерно 70 процентов поверхности планеты.
Научные исследования:
1. Телевизионные исследования с применением доработанной телевизионной системы космических аппаратов Маринер-69 (Маринер-6 и Маринер-7).
2. Инфракрасные радиометрические исследования с применением инфракрасного радиометра, использованного на Маринер-69.
3. Инфракрасные спектроскопические исследования с использованием модифицированного инфракрасного спектрометра первоначально разработанного для метеорологического спутника Нимбус.
4. Ультрафиолетовые спектроскопические исследования с применением усовершенствованного ультрафиолетового спектрометра космических аппаратов Маринер-69.
5. Исследование затмений Марсом радиосигналов Маринеров в S-диапазоне.
6. Исследования в области небесной механики, аналогичные проведённым на космических аппаратах Маринер-69[3].

## Конструкция

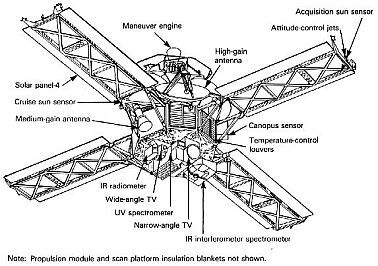
Схема Маринера 8

Корпус космического аппарата имеет форму восьмигранника, изготовлен из алюминия, магния и стеклопластика. Корпус негерметичный. Четыре панели солнечных батарей вырабатывали около 800 Вт электроэнергии на околоземной орбите и 500 Вт вблизи Марса. Электроэнергия накапливалась в никель-кадмиевых аккумуляторных батареях (20 А·ч). Космический аппарат ориентировался по трём осям с точностью до 0,25 градусов при помощи 12 маневровых двигателей на сжатом газе.
Двигательная установка проектировалась как единый блок. В состав блока входили ракетный двигатель, топливные баки, баллоны для сжатого газа, трубопроводы, арматура и силовая конструкция для крепления двигателя и трубопроводов. Ракетный двигатель имел тягу 1335 ньютонов.
Камера сгорания двигателя изготовлена из бериллия, сопло из кобальтового сплава. Масса двигателя 7,2 кг. В качестве компонентов топлива использовались азотный тетраоксид и монометилгидразин. Все манёвры космического аппарата выполнялись с помощью этой единственной двигательной установки, продолжительность работы которой могла изменяться. Для перехода Маринера-8 с пролётной траектории на орбиту искусственного спутника Марса требуется очень большое изменение скорости (продолжительность работы двигателя 860 секунд), а для коррекций требуются небольшие и очень точные импульсы (продолжительность работы двигателя 4-13 секунд). Программой полёта предусматривались две коррекции траектории перелёта к Марсу, переход на орбиту искусственного спутника и не менее двух коррекций орбиты спутника Марса.
Научные приборы размещены на двухосной сканирующей платформе. Платформа направляет приборы на заданные участки поверхности Марса.
На сканирующей платформе находились инфракрасный и ультрафиолетовый спектрометры, инфракрасный радиометр, а также две телекамеры (высокого и низкого разрешения).
Масса межпланетной станции при запуске составляла 997,9 кг. Около 438 кг приходилось на топливо, необходимое для коррекций траектории полёта к Марсу, выхода на орбиту искусственного спутника и коррекций этой орбиты. Таким образом, масса аппарата на орбите искусственного спутника Марса составила около 560 кг. Из них 63,1 кг приходилось на научные приборы.
Конструктивно Маринер-8 идентичен Маринеру-9.